# NECC ITF International Women's Tournament
Il NECC ITF International Women's Tournament è un torneo professionistico di tennis giocato su campi in cemento. Fa parte dell'ITF Women's Circuit. Si gioca annualmente a Pune in India.

## Albo d'oro

### Singolare
| Anno | Campionessa     | Finalista   | Punteggio     |
| ---- | --------------- | ----------- | ------------- |
| 2011 | Céline Cattaneo | Anna Škudun | 2–6, 7–5, 6–3 |

### Doppio
| Anno | Campionesse             | Finaliste                                    | Punteggio |
| ---- | ----------------------- | -------------------------------------------- | --------- |
| 2011 | Lu Jia Xiang Lu Jiajing | Varatchaya Wongteanchai Varunya Wongteanchai | 6–1, 6–3  |